# Інститут Єгипту
Institut d'Égypte або Єгипетський науковий інститут — наукове товариство в Каїрі, яке спеціалізується на єгиптології. Він був заснований у 1798 році Наполеоном Бонапартом для проведення досліджень під час його єгипетської кампанії та є найстарішим науковим інститутом Єгипту. Будівля, в якій він містився, була спалена, з втратою багатьох документів, під час заворушень Арабської весни 2011 року. Він знову відкрився в грудні 2012 року.

## Рання робота
Institut d'Égypte був заснований 22 серпня 1798 року Наполеоном Бонапартом для Інституту Франції, їхньою місією був «розвиток і поширення Просвітництва в Єгипті».
Інститут був організований на секції, які охоплюють усі теми, що включають математику, фізику, політичну економію, літературу та мистецтво.
Товариство вперше зібралося 24 серпня 1798 року з Гаспаром Монжем як президентом, самим Бонапартом як віце-президентом і Жозефом Фур’є та Костазом як секретарями. Він мав 48 вчених, і, як і в Інституті Франції, вони були організовані на секції, поділені таким чином:
- 12 членів – секція математики, серед яких сам Бонапарт, Костаз, Фур’є, Малюс, Монж.
- 10 членів – секція фізики та природної історії, серед яких Бертолле, Деженетт, Долом’є, Жоффруа Сент-Ілер.
- 6 членів – секція політекономії, в тому числі Cafarelli, Tallien.
- 8 учасників – секція літератури та мистецтва, в тому числі Denon.

Інститут використав роботу вчених і технічних експертів Комісії наук і мистецтв і сприяв розвитку єгиптології, щоб підтримати французький експедиційний корпус. Це було ще більше підтверджено публікацією Courrier de l'Égypte , вперше випущеною 29 серпня 1798 року, пропагандистською газетою, яка використовувалася для підтримки морального духу військ. Дослідження також було представлено в Mémoires sur l'Égypte, який був опублікований у чотирьох томах між 1798–1801 роками. 22 листопада 1799 року Інститут вирішив зібрати та опублікувати свою наукову працю під назвою «Опис Єгипту». Інститут проіснував до свого 47-го й останнього засідання 21 березня 1801 року.

## Єгипетське товариство
Діяльність Institut d'Égypte відновилася в 1836 році під назвою The Egyptian Society. Роботу проводили французькі, німецькі та англійські вчені. У 1859 році він був переведений до Олександрії, і його назва знову була змінена, цього разу на Institut Égyptien. Новий Інститут функціонував під егідою віце-короля Єгипту Саїда-паші та мав кількох видатних членів, зокрема німецького ботаніка Георга Августа Швайнфурта, а також єгиптологів Огюста Марієта та Гастона Масперо. Пізніше серед членів були Ахмед Камаль, перший місцевий єгиптолог Єгипту, а також Ахмад Закі Паша, філолог-новатор. Інститут повернувся до Каїра в 1880 році. Його попередня назва була офіційно затверджена королівським указом у 1918 році. Відтепер він перебував безпосередньо під егідою Королівського палацу. Деякі з нещодавніх членів Інституту включають відомого вченого Таха Хусейна.

## Руйнування
Інститут було спалено 17 грудня 2011 року внаслідок продовження вуличних зіткнень після єгипетської революції, яка спалахнула 25 січня 2011 року.
Протилежні групи протестувальників брали участь у вуличних зіткненнях, кидаючи один в одного легкозаймисті матеріали поруч із будівлею Ради Шури, коли коктейль Молотова, кинутий випадково чи навмисно, проник в одне з вікон Інституту, спричинивши масову пожежу. Пожежні підрозділи не змогли оперативно прибути на місце пожежі через триваючий хаос на вулицях. Волонтери, протестувальники з протиборчих фракцій, кинулися в палаючу будівлю і змогли врятувати багато речей і доставити їх у безпечне місце.
До пожежі в сховищі зберігалося понад 200 000 рідкісних і антикварних книг і текстів, багато з яких датуються епохою Наполеона. За першими оцінками, вдалося врятувати лише 30 000 томів. Проте були втрачені Атлас Нижнього та Верхнього Єгипту (1752), Atlas Handler (1842), Атлас староіндійського мистецтва та багато інших важливих творів. У пресі було неправильно повідомлено, що оригінал під час цих подій було знищено, 20-томний рукопис Description de l'Égypte (1809–29). Більшість цих томів зберігається в Національному архіві та Національній бібліотеці Франції в Парижі, Франція. Професор Махмуд л-Шернобі, генеральний секретар інституту, сказав, що збиток є «великою втратою» для Єгипту і що ті, «хто спричинив цю катастрофу, повинні бути покарані».

## Ремонт
Шейх Султан аль-Касімі, правитель емірату Шарджа в Об’єднаних Арабських Еміратах, заявив про свою готовність взяти на себе витрати на реконструкцію будівлі та пожертвувати їй деякі зі своїх рідкісних речей. Інші роботи, які можуть бути надані включають різні копії Опису, доступні в інших країнах 

## Подальше читання
Карабель, Захарі (2003). Розділ пустелі: створення Суецького каналу. Альфред А. Нопф. ISBN 0-375-40883-5.